# اوبیدکوویتسه
اوبیدکوویتسه (به چکی: Obědkovice) یک منطقهٔ مسکونی در جمهوری چک است که در ناحیه پروستییوو واقع شده‌است.
 اوبیدکوویتسه ۲٫۵۸ کیلومتر مربع مساحت و ۲۷۴ نفر جمعیت دارد و ۲۱۲ متر بالاتر از سطح دریا واقع شده‌است.